# Rezerwat przyrody Czapliniec Werski
Rezerwat przyrody Czapliniec Werski – zlikwidowany rezerwat przyrody o powierzchni 14,59 ha położony w gminie Rybno (powiat działdowski, województwo warmińsko-mazurskie) w okolicy wsi Wery na terenie Welskiego Parku Krajobrazowego. Nadleśnictwo Lidzbark.
Rezerwat został utworzony w 1982 roku w celu ochrony miejsc gnieżdżenia się czapli siwej. Obejmował fragment ok. 60-letniego drzewostanu sosnowego, w którym w 1981 r. znajdowała się kolonia czapli, licząca 44 gniazda. Spotkać tu było można wiele innych gatunków wodnych ptaków.
Na początku stycznia 2007 roku weszło w życie rozporządzenie nr 50 Wojewody Warmińsko-Mazurskiego z 13 grudnia 2006 r. likwidujące rezerwat „Czapliniec Werski”.